# Aphthona taiwana
Aphthona taiwana es un insecto coleóptero de la familia Chrysomelidae. Fue descrita científicamente por primera vez en 1979 por Takizawa.